# National Hockey Association 1916–17
National Hockey Association 1916–17 var den åttonde och sista säsongen av den professionella ishockeyligan National Hockey Association och spelades mellan 27 december 1916 och 10 mars 1917.

## Grundserie

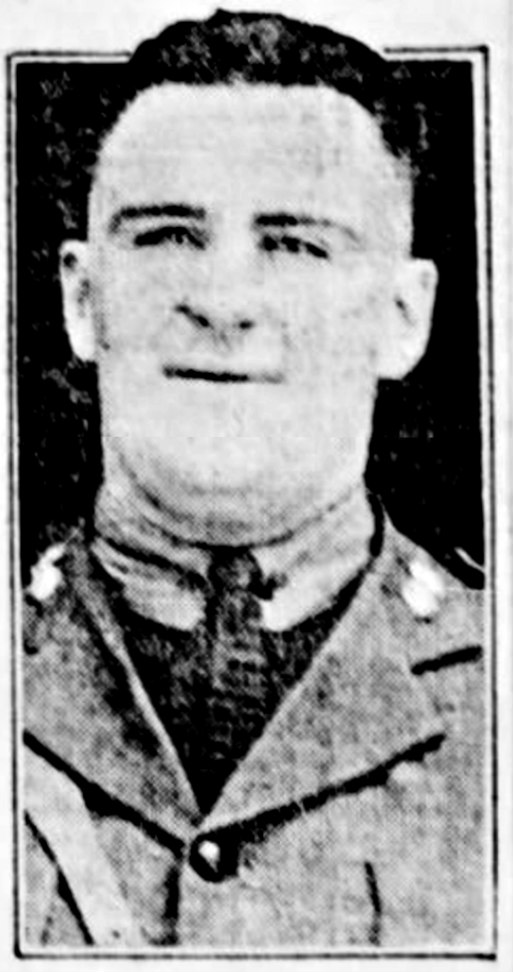
Howard McNamara, lagkapten för Torontos 228:e bataljon.

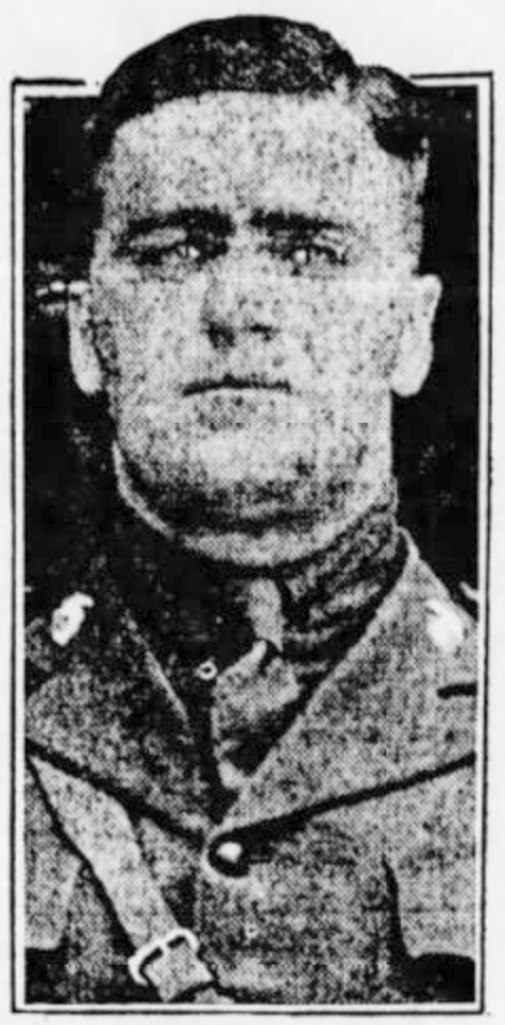
George McNamara, Torontos 228:e bataljon.

Säsongen 1916–17 återaktiverades det tidigare NHA-laget Toronto Shamrocks, som senast spelat i ligan säsongen 1914–15, av den tidigare ägaren Eddie Livingstone. Livingstone använde sig av spelare till laget som hade tagit värvning i den kanadensiska armén, bland dem Eddie Oatman, George Prodgers, Art Duncan, George McNamara och Howard McNamara. Laget kallades för Torontos 228:e bataljon och spelade i khakifärgade uniformer.
Ligasäsongen bestod från början av sex lag som var avsedda att spela 20 matcher var. Säsongen fick dock struktureras om efter hand då Torontos 228:e bataljon sändes ut för militärtjänstgöring i Första världskriget efter att ha spelat 12 matcher och Toronto Blueshirts stängdes av från spel av ligan efter att ha spelat 14 matcher. De fyra återstående lagen spelade vidare och tabellen delades upp i två halvor med vardera tio matcher. Toronto-lagens matcher som spelats under den andra halvan ströks från tabellen.
Montreal Canadiens kvalificerade sig för ligaslutspelet efter att ha vunnit den första halvan av säsongen med 14 inspelade poäng, lika många poäng som andraplacerade Ottawa Senators men med bättre målskillnad. Ottawa Senators i sin tur kvalificerade sig för slutspel efter att ha vunnit den andra halvan av säsongen med 16 inspelade poäng, lika många poäng som andraplacerade Quebec Bulldogs men med långt bättre mållskillnad. I säsongens sista match mellan lagen besegrade Ottawa Senators Quebec Bulldogs med utklassningssiffrorna 16-1. Senators center Frank Nighbor gjorde fem mål i matchen och gick ikapp Bulldogs Joe Malone i målligan med 41 gjorda mål vardera. Nighbor vann poängligan med 51 gjorda poäng, två poäng före Joe Malone.
I ligaslutspelets dubbelmöte vann Montreal Canadiens mot Ottawa Senators med den sammanlagda målskillnaden 7-6 sedan lagen vunnit varsin match på hemmais. Canadiens avancerade i och med segern till Stanley Cup-final där laget ställdes mot Seattle Metropolitans från PCHA. De regerande Stanley Cup-mästarna från Montreal vann den första matchen mot Metropolitans med 8-4 men förlorade de tre nästföljande matcherna med siffrorna 1-6, 1-4 och 1-9 och såg Seattle Metropolitans bärga Stanley Cup som första amerikanska lag någonsin. Mästarna från NHA kunde inte försvara sig mot framförallt Bernie Morris som gjorde 14 av Metropolitans 23 mål i finalserien.
National Hockey Association omvandlades efter säsongen till National Hockey League där Montreal Canadiens, Ottawa Senators, Toronto Arenas och Montreal Wanderers fortsatte att spela säsongen 1917–18. 

### Första halvan
M = Matcher, V = Vinster, F = Förluster, O = Oavgjorda, GM = Gjorda mål, IM = Insläppta mål, P = Poäng
|                         | M  | V | F | O | GM | IM | P  |
| ----------------------- | -- | - | - | - | -- | -- | -- |
| Montreal Canadiens      | 10 | 7 | 3 | 0 | 58 | 38 | 14 |
| Ottawa Senators         | 10 | 7 | 3 | 0 | 56 | 41 | 14 |
| Torontos 228:e bataljon | 10 | 6 | 4 | 0 | 70 | 57 | 12 |
| Toronto Blueshirts      | 10 | 5 | 5 | 0 | 50 | 45 | 10 |
| Montreal Wanderers      | 10 | 3 | 7 | 0 | 56 | 72 | 6  |
| Quebec Bulldogs         | 10 | 2 | 8 | 0 | 43 | 80 | 4  |

### Andra halvan
M = Matcher, V = Vinster, F = Förluster, O = Oavgjorda, GM = Gjorda mål, IM = Insläppta mål, P = Poäng
|                    | M  | V | F | O | GM | IM | P  |
| ------------------ | -- | - | - | - | -- | -- | -- |
| Ottawa Senators    | 10 | 8 | 2 | 0 | 63 | 22 | 16 |
| Quebec Bulldogs    | 10 | 8 | 2 | 0 | 54 | 46 | 16 |
| Montreal Canadiens | 10 | 3 | 7 | 0 | 31 | 42 | 6  |
| Montreal Wanderers | 10 | 2 | 8 | 0 | 38 | 65 | 4  |

### Matchresultat
ÖT = Övertid
Första halvan
| Månad | Dag | Bortalag       | Mål | Hemmalag       | Mål |
| ----- | --- | -------------- | --- | -------------- | --- |
| Dec.  | 27  | Ottawa         | 7   | Torontos 228:e | 10  |
| Dec.  | 27  | Wanderers      | 2   | Quebec         | 6   |
| Dec.  | 27  | Blueshirts     | 7   | Canadiens      | 1   |
| Dec.  | 30  | Canadiens      | 1   | Ottawa         | 7   |
| Dec.  | 30  | Quebec         | 5   | Blueshirts     | 8   |
| Dec.  | 30  | Torontos 228:e | 10  | Wanderers      | 4   |
| Jan.  | 3   | Ottawa         | 10  | Wanderers      | 5   |
| Jan.  | 3   | Canadiens      | 4   | Quebec         | 2   |
| Jan.  | 3   | Torontos 228:e | 4   | Blueshirts     | 0   |
| Jan.  | 6   | Blueshirts     | 2   | Ottawa         | 3   |
| Jan.  | 6   | Wanderers      | 4   | Canadiens      | 9   |
| Jan.  | 6   | Quebec         | 9   | Torontos 228:e | 16  |
| Jan.  | 10  | Ottawa         | 4   | Quebec         | 5   |
| Jan.  | 10  | Torontos 228:e | 1   | Canadiens      | 6   |
| Jan.  | 10  | Wanderers      | 4   | Blueshirts     | 9   |
| Jan.  | 13  | Torontos 228:e | 1   | Ottawa         | 1   |
| Jan.  | 13  | Canadiens      | 6   | Blueshirts     | 2   |
| Jan.  | 13  | Quebec         | 3   | Wanderers      | 12  |
| Jan.  | 17  | Ottawa         | 3   | Canadiens      | 2   |
| Jan.  | 17  | Wanderers      | 10  | Torontos 228:e | 4   |
| Jan.  | 17  | Blueshirts     | 5   | Quebec         | 1   |
| Jan.  | 20  | Wanderers      | 5   | Ottawa         | 8   |
| Jan.  | 20  | Blueshirts     | 6   | Torontos 228:e | 8   |
| Jan.  | 20  | Quebec         | 6   | Canadiens      | 10  |
| Jan.  | 24  | Ottawa         | 5   | Blueshirts     | 8   |
| Jan.  | 24  | Torontos 228:e | 12  | Quebec         | 4   |
| Jan.  | 24  | Canadiens      | 10  | Wanderers      | 2   |
| Jan.  | 27  | Quebec         | 2   | Ottawa         | 7   |
| Jan.  | 27  | Blueshirts     | 3   | Wanderers      | 8   |
| Jan.  | 27  | Canadiens      | 9   | Torontos 228:e | 4   |

Andra halvan
| Månad | Dag | Bortalag       | Mål | Hemmalag       | Mål        |
| ----- | --- | -------------- | --- | -------------- | ---------- |
| Jan.  | 31  | Torontos 228:e | 0   | Ottawa‡        | 8          |
| Jan.  | 31  | Quebec         | 4   | Wanderers      | 3 ÖT 3:00  |
| Jan.  | 31  | Canadiens      | 2   | Blueshirts     | 6          |
| Feb.  | 3   | Ottawa         | 2   | Canadiens      | 1          |
| Feb.  | 3   | Blueshirts     | 3   | Quebec         | 7          |
| Feb.  | 3   | Wanderers†     | –   | Torontos 228:e | –          |
| Feb.  | 7   | Wanderers      | 5   | Ottawa         | 8          |
| Feb.  | 7   | Blueshirts     | 4   | Torontos 228:e | 3          |
| Feb.  | 7   | Quebec         | 3   | Canadiens      | 6          |
| Feb.  | 10  | Ottawa         | 4   | Blueshirts     | 1          |
| Feb.  | 10  | Canadiens      | 6   | Wanderers      | 3          |
| Feb.  | 12  | Torontos 228:e | –   | Quebec†        | –          |
| Feb.  | 14  | Canadiens      | 1   | Ottawa         | 4          |
| Feb.  | 14  | Quebec         | 7   | Wanderers      | 3          |
| Feb.  | 17  | Wanderers      | 3   | Canadiens      | 4          |
| Feb.  | 17  | Ottawa         | 2   | Quebec         | 3 ÖT 16:00 |
| Feb.  | 21  | Canadiens      | 1   | Quebec         | 5          |
| Feb.  | 21  | Ottawa         | 5   | Wanderers      | 3          |
| Feb.  | 24  | Quebec         | 7   | Canadiens      | 6          |
| Feb.  | 24  | Wanderers      | 6   | Ottawa         | 11         |
| Feb.  | 28  | Ottawa         | 3   | Canadiens      | 1          |
| Feb.  | 28  | Wanderers      | 6   | Quebec         | 17         |
| Mar.  | 3   | Quebec         | 1   | Ottawa         | 16         |
| Mar.  | 3   | Canadiens      | 3   | Wanderers      | 6          |

‡ Ottawa Senators förlorade matchen efter att ha använt sig av den icke godkände spelaren Cy Denneny.

† Montreal Wanderers och Quebec tillskrivna varsin seger mot Torontos 228:e bataljon i den reviderade andra halvan

* Torontos 228:e bataljon sändes ut för militärtjänstgöring. Toronto Blueshirts stängdes av från spel av ligan.

### Målvaktsstatistik
M = Matcher, V = Vinster, F = Förluster, O = Oavgjorda, SM = Spelade minuter, IM = Insläppta mål, N = Hållna nollor, GIM = Genomsnitt insläppta mål per match
|                         | Lag                     | M  | V  | F  | O | SM   | IM  | N | GIM   |
| ----------------------- | ----------------------- | -- | -- | -- | - | ---- | --- | - | ----- |
| Clint Benedict          | Ottawa                  | 14 | 10 | 4  | 0 | 1096 | 50  | 1 | 2.74  |
| Georges Vézina          | Canadiens               | 20 | 10 | 10 | 0 | 1200 | 80  | 0 | 4.00  |
| Billy Nicholson         | Blueshirts              | 10 | 5  | 5  | 0 | 598  | 40  | 0 | 4.01  |
| Brock                   | Blueshirts              | 4  | 2  | 2  | 0 | 230  | 16  | 0 | 4.17  |
| Oswald "Ossie" Lang     | Ottawa                  | 1  | 1  | 0  | 0 | 60   | 5   | 0 | 5.00  |
| Paddy Moran             | Quebec                  | 6  | 1  | 5  | 0 | 377  | 34  | 0 | 5.41  |
| Howard "Holes" Lockhart | Torontos 228:e bataljon | 12 | 7  | 5  | 0 | 720  | 69  | 1 | 5.75  |
| Bert Lindsay            | Wanderers               | 15 | 4  | 11 | 0 | 903  | 96  | 0 | 6.38  |
| Sammy Hebert            | Quebec & Ottawa         | 16 | 7  | 7  | 0 | 934  | 103 | 0 | 6.62  |
| Billy Hague             | Wanderers               | 4  | 0  | 4  | 0 | 240  | 41  | 0 | 10.25 |
| Gordon "Duke" Keats     | Blueshirts              | 2  | 0  | 0  | 0 | 10   | 5   | 0 | 30.00 |

Statistik från hockey-reference.com och justsportsstats.com

### Poängligan
Utv. = Utvisningsminuter
|                 | Lag                     | Matcher | Mål | Assists | Poäng | Utv. |
| --------------- | ----------------------- | ------- | --- | ------- | ----- | ---- |
| Frank Nighbor   | Ottawa                  | 19      | 41  | 10      | 51    | 24   |
| Joe Malone      | Quebec                  | 19      | 41  | 8       | 49    | 15   |
| Newsy Lalonde   | Canadiens               | 18      | 28  | 7       | 35    | 61   |
| Odie Cleghorn   | Wanderers               | 18      | 24  | 8       | 32    | 49   |
| Jack Darragh    | Ottawa                  | 20      | 24  | 4       | 28    | 17   |
| Didier Pitre    | Canadiens               | 21      | 21  | 6       | 27    | 50   |
| Dave Ritchie    | Quebec                  | 19      | 17  | 10      | 27    | 20   |
| Eddie Gerard    | Ottawa                  | 19      | 17  | 9       | 26    | 37   |
| Eddie Oatman    | Torontos 228:e bataljon | 12      | 17  | 5       | 22    | 20   |
| Corbett Denneny | Blueshirts & Ottawa     | 20      | 19  | 2       | 21    | 35   |
| Jack McDonald   | Quebec                  | 19      | 13  | 8       | 21    | 0    |

Statistik från hockey-reference.com, nhl.com och justsportsstats.com

## Slutspel
| Datum   | Vinnande lag       | Mål | Förlorande lag     | Mål | Plats             |
| ------- | ------------------ | --- | ------------------ | --- | ----------------- |
| 7 mars  | Montreal Canadiens | 5   | Ottawa Senators    | 2   | Montreal Arena    |
| 10 mars | Ottawa Senators    | 4   | Montreal Canadiens | 2   | The Arena, Ottawa |

### Stanley Cup
| Datum   | Vinnande lag          | Mål | Förlorande lag        | Mål |
| ------- | --------------------- | --- | --------------------- | --- |
| 17 mars | Montreal Canadiens    | 8   | Seattle Metropolitans | 4   |
| 20 mars | Seattle Metropolitans | 6   | Montreal Canadiens    | 1   |
| 23 mars | Seattle Metropolitans | 4   | Montreal Canadiens    | 1   |
| 25 mars | Seattle Metropolitans | 9   | Montreal Canadiens    | 1   |